# آب‌های داخلی

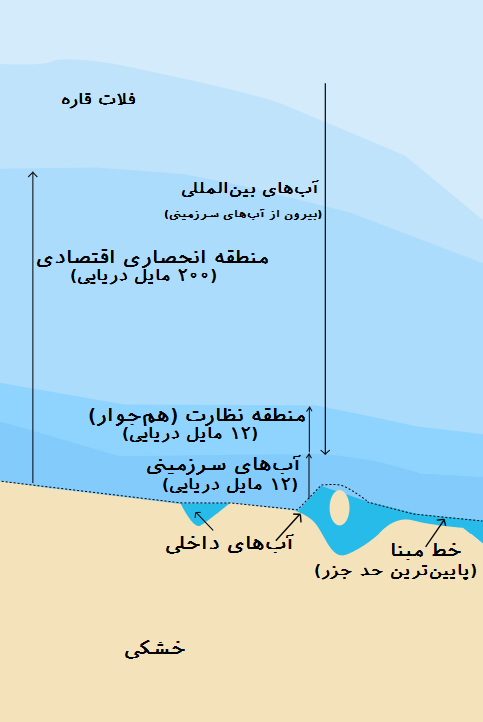
نقشه مناطق دریایی
از خط مبدأ به سمت ساحل: آب‌های داخلی
تا ۱۲ مایل دریایی دورتر از ساحل: آب‌های سرزمینی
۱۲ مایل دریایی دیگر پس از آن: منطقه همجوار
تا ۲۰۰ مایل دریایی دور از ساحل: منطقه انحصاری اقتصادی
فراتر از آب‌های سرزمینی: آب‌های آزاد

با توجه به کنوانسیون ملل متحد در مورد حقوق دریاها به جز کشورهای مجمع‌الجزایری، آب‌های داخلی یک کشور شامل طرف رو به خشکی خط مبدأ آب‌های سرزمینی یک کشور می‌شود. این آب‌ها شامل راه‌های آبی مانند رود، آبراهه و گاهی آب خلیج‌های کوچک می‌شوند.
در آب‌های داخلی، حاکمیت یک کشور مانند عملکرد آن در سرزمین اصلی است. کشور ساحلی، آزاد به وضع قوانین در آب‌های داخلی، تنظیم هرگونه استفاده و استفاده از منابع طبیعی در آن است. در صورت عدم وجود توافق، کشتی‌های خارجی هیچگونه حق عبور در آب‌های داخلی را ندارند و این نداشتن حق عبور بی‌ضرر، تفاوت کلیدی بین آب‌های داخلی و سرزمینی است. آب‌های مجمع‌الجزایری در خارجی‌ترین بخش جزایر کشورهای مجمع‌الجزایری به عنوان آب‌های داخلی فرض می‌شوند با این تفاوت که باید در آنها اجازه عبور بی‌ضرر داده شود، اگر چه کشور مجمع‌الجزایری ممکن است خطوط دریایی خاصی برای عبور در این آب‌ها تعیین کند.

## عبور کشتی‌های خارجی
هنگامی که یک کشتی خارجی مجاز به وارد شدن در آب‌های داخلی می‌شود موظف به پیروی از قوانین کشور ساحلی است، با این استثنا که خدمه کشتی مشمول قانون پرچم کشور می‌شود. این امر به دلیل شرایط کاری و جنایاتی است که درون یک کشتی، حتی اگر در هنگام لنگر انداختن در یک بندر اتفاق می‌افتند. چگونگی برخورد با جرائم و جنایات ارتکابی در خاک یک بندر توسط خدمه یک کشتی خارجی، همیشه بر اساس قانون کشور ساحلی انجام می‌گیرد. در زمان اجرای قوانین گمرکی، یا وقتی که خطری برای صلح و امنیت در کشور ساحلی وجود دارد، در صورت درخواست ناخدای کشتی از مقامات محلی، کشور ساحلی می‌تواند در امور کشتی مداخله کند.

## اختلافات
امکان ادعای مالکیت از سوی یک کشور بر یک راه آبی به عنوان آب‌های داخلی آن، باعث اختلافاتی بین کشورها شده‌است. به عنوان نمونه، کانادا ادعا می‌کند بخشی از گذرگاه شمال غربی، جزئی از آب‌های داخلی آن کشور است و به‌طور کامل تحت اختیار کانادا است. اما آمریکا و بسیاری از کشورهای دریایی، این راه آبی را یک تنگه بین‌المللی می‌دانند. به این معنی که کشتی‌های خارجی حق عبور ترانزیت از آنرا دارند.
دادگاه بین‌المللی حقوق دریاها که در سال ۱۹۹۴ تشکیل شد، قدرت حل و فصل اختلافات دریایی بین کشورهای ثالث را دارد.